# Tim Waterman
Tim Waterman is een personage uit de Nederlandse soapserie Goede tijden, slechte tijden. De rol werd tussen oktober 1991 en november 1992 gespeeld door acteur Kees Roorda. Acteur Kees Roorda had ook een plekje op de castfoto van seizoen twee (1991-1992).

## Verhaallijnen

### Blind
Tim moet al een aantal jaren leven met zijn blindheid. Hij heeft sinds een tijdje een relatie met de aantrekkelijke Dian Alberts. Als hij naar Meerdijk verhuist, reageren de mensen daar nogal geschrokken. Niemand is eraan gewend met een blinde om te gaan. Tims moeder is het er niet mee eens dat hij op zichzelf gaat wonen en denkt dat hij verzorging nodig heeft. Ze komt ook naar Meerdijk en probeert Dian van hem vandaan te houden. Tim probeert zijn zelfstandigheid aan zijn moeder te laten zien.
Tim wil graag gaan werken en schakelt de hulp van Daniël in. Daniël wil een baantje regelen bij zijn goede vriendin Stephanie. Helaas wordt Tim teleurgesteld. Omdat hij blind is, hebben ze geen werk voor hem.

### Sara
Doordat Tim werkloos is, is hij overdag veel te vinden in het jongerencentrum. Helen vindt het erg fijn als hij af en toe een beetje helpt. Tim heeft een ontmoeting met een meisje, Sara Middelkoop, dat bij haar oom is weggelopen. Als haar oom Erik haar blijft lastigvallen, begint Sara zich vreemd te gedragen. Helen en Koossie krijgen niets uit haar. Tim lukt het wel meer te weten te komen. Sara vertelt dat haar vader in de gevangenis zit voor het stelen van diamanten. Sara heeft de diamanten voor haar vader bewaard, maar wil niet zeggen waar ze ze heeft verstopt. Daniël vindt dat Sara terug naar haar oom moet als ze niets vertelt. Tim probeert Daniël ervan te overtuigen dat het risico te groot is. Daniël denkt dat dit wel zal meevallen.
Sara heeft het vertrouwen in iedereen verloren. Haar oom Erik zet Sara meteen onder druk om te vertellen waar de diamanten zijn. Sara weigert en stapt tijdens het rijden uit de auto van haar oom. Erik en twee vrienden achtervolgen haar en laten haar in de val lopen. Als Sara probeert via de daken te vluchten, valt ze van het dak af en overlijdt. Tim denkt dat Erik erachter zit. Erik wil weten waar de diamanten zijn gebleven. Sara heeft de diamanten in haar rolschaatsers verstopt, die ze vlak voor haar dood heeft opgehangen in de vissersloods van Fred Halsema.
Erik vermoedt dat iemand weet waar de diamanten zijn en ontvoert Dian, maar niemand weet het. Iemand ontdekt in de vissersloods Sara's rolschaatsen en laat ze per ongeluk vallen. Tijdens de overhandiging laten ze Erik in de val lopen.

### Operatie
Stephanie biedt Tim toch nog een baan aan bij haar bedrijf. Dokter Simon Dekker laat Tim weten dat er een operatie is om weer te kunnen zien. Er zit wel een risico aan de operatie. Tim weet niet of hij dit risico wil lopen. Vrienden halen Tim ertoe over de operatie te ondergaan. Tim reageert de spanning af op zijn vriendinnetje Dian. Na de operatie komt Margriet van Gelder langs bij Tim. Margriet werkt ook bij Stephanie. Dian is jaloers. Tim staat onder spanning doordat hij nog verband op zijn ogen heeft. Iedereen is opgelucht als de operatie geslaagd is. Tim gaat steeds meer met Margriet om, tot ongenoegen van Dian. Dian kan zich niet meer inhouden en zet een punt achter de relatie.

### Mark
Dian gaat samen met haar tante Sandra naar de zwemwedstrijden in een andere stad. Ze zijn verrast als ze de zoon van de huiseigenaar ontmoeten, de aantrekkelijke Mark de Moor. Zijn vader is vaak op zakenreis. Er ontstaat iets moois tussen Dian en Mark. Ze gaan bijna met elkaar naar bed, totdat Tim belt. Dian voelt zich schuldig en daardoor gebeurt er niets tussen Dian en Mark. Sandra heeft wel interesse in Mark, maar begint niets met hem.
Wanneer Dian en Sandra net weer een tijdje in Meerdijk zijn, komt Mark ook. Jef heeft goede verhalen over hem gehoord en neemt hem in huis. Dian voelt zich nogal ongemakkelijk. Tim is jaloers en wil Dian graag weer terug. Dian weet niet of ze nog verder wil, nu ze gevoelens voor Mark heeft. Er ontstaat een strijd tussen Mark en Tim om Dian. Dians vriendin Anita helpt Mark om Tim verslappingspillen te geven, waardoor hij niet naar een afspraak met Dian kan. Tim besluit ook actie te ondernemen. Samen met Anita bedenkt hij een plan om Mark terug te pakken. Tim huurt escortgirl Melisa Meyer in om Mark te verleiden. In een hotelkamer kleedt Mark zich uit, maar hij gaat nog even douchen. Anita en Tim stelen zijn kleren, waardoor Mark niet wegkan. Mark en Tim sluiten vrede. Anita bedenkt een oplossing. Tim en Mark bellen Dian tegelijk om een afspraakje te maken. Wie Dian afzegt, valt af. Dian belt Tim en verzint een smoes zodat zij met Mark iets kan gaan doen. Tim geeft het op.
Wanneer Dian ontdekt dat haar ouders gaan scheiden, troost Mark haar. Ze gaan met elkaar naar bed.